# 사조대림
사조대림은 사조그룹 계열사로 사조라는 수산브랜드, 식품브랜드, 대두브랜드, 대림선 브랜드, 생선통조림브랜드와 해표라는 식용유 브랜드로 알려진 식음료회사이다.

## 역사
1964년 5월 대림수산(주)로 설립하여 연근해 어업을 시작하였고, 1969년 2월 스페인령 카나리아제도의 라스팔마스에 어업기지를 설치하였다. 1976년 9월 증권거래소에 주식을 상장하였으며, 1977년 4월 부산공장을 준공하고 종합식품 가공업을 시작하였다. 1983년 거제공장을 준공하고 1986년 3월 대림식품(주)을 인수하였으며, 1988년 미국 현지법인(ALASKA TRAWL FISHERIES INC.)을 설립하였다. 1992년 6월 대전수산시장(주)에 이어 1993년 2월 수원수산시장(주)을 개장하였고, 1995년 2월 안산수산(주)을 인수하였다. 1996년 오스트레일리아에 현지법인과 시드니사무소를 설치하였고, 2000년 11월 중국 현지법인 청도동림식품유한공사를 설립하였으며, 2003년 8월 대림식품(주)을 흡수합병하였다. 2006년 사조그룹에 인수된 뒤 2008년 6월 지금의 상호로 변경하였으며, 2011년 1월 러시아 수산회사 라스벳을 인수하였다. 2019년 6월 사조해표(주)를 흡수합병하였다.

## 같이 보기
- 사조그룹
- 사조오양
- 오양수산
- 김성수
- 윤정구
- 한성수산
- 진양수산